# Балушкин, Гавриил Афанасьевич
Гаврила (Гавриил) Афанасьевич Балушкин (1820—1875) — русский скульптор, подрядчик-каменотес, купец 2-й гильдии. Мастер Двора Его Императорского Величества.

## Биография
Купец-подрядчик. Имел собственную артель по выполнению каменных работ
Ученик Александра Ивановича Теребенёва. Позднее Балушкин вспоминал: «Я знаю его жизнь с 1 октября 1844 года, в это время я поступил к нему работником при сооружении Императорского Эрмитажа. Для рабочих своих А. И. Теребенев нанимал целый флигель и пекся об
нас — как мать и отец о своих детях…»:120 (Самойлов А. Н. Александр Иванович Теребенев. 1815—1859. Русское искусство. Очерки о жизни и творчестве художников. Под ред. А. И. Леонова. Первая половина девятнадцатого века. — М., 1954. — С. 427). Начинал карьеру каменотеса при строительстве А. И. Теребенёвым атлантов в портике Нового Эрмитажа.

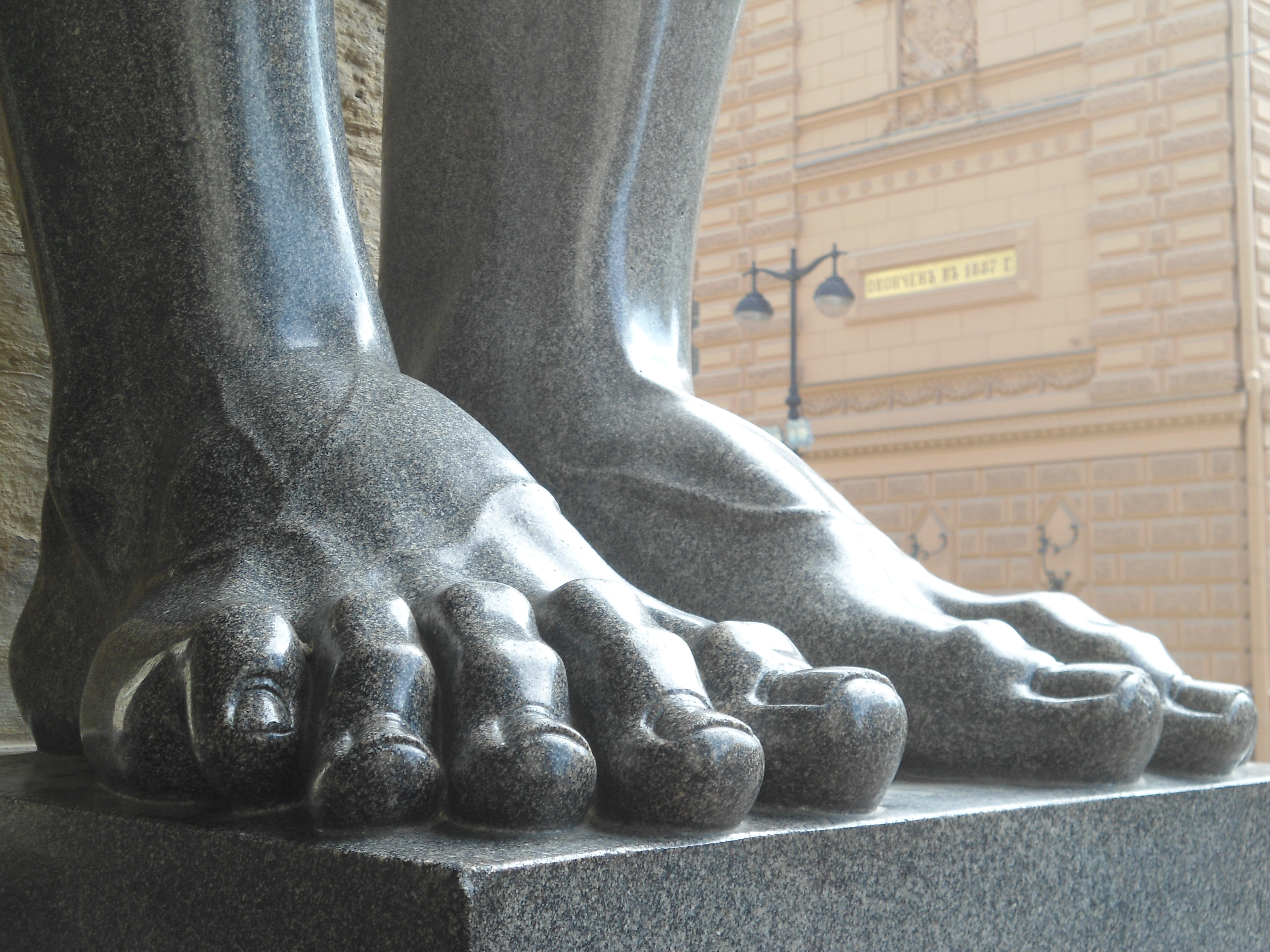
Ступни атланта

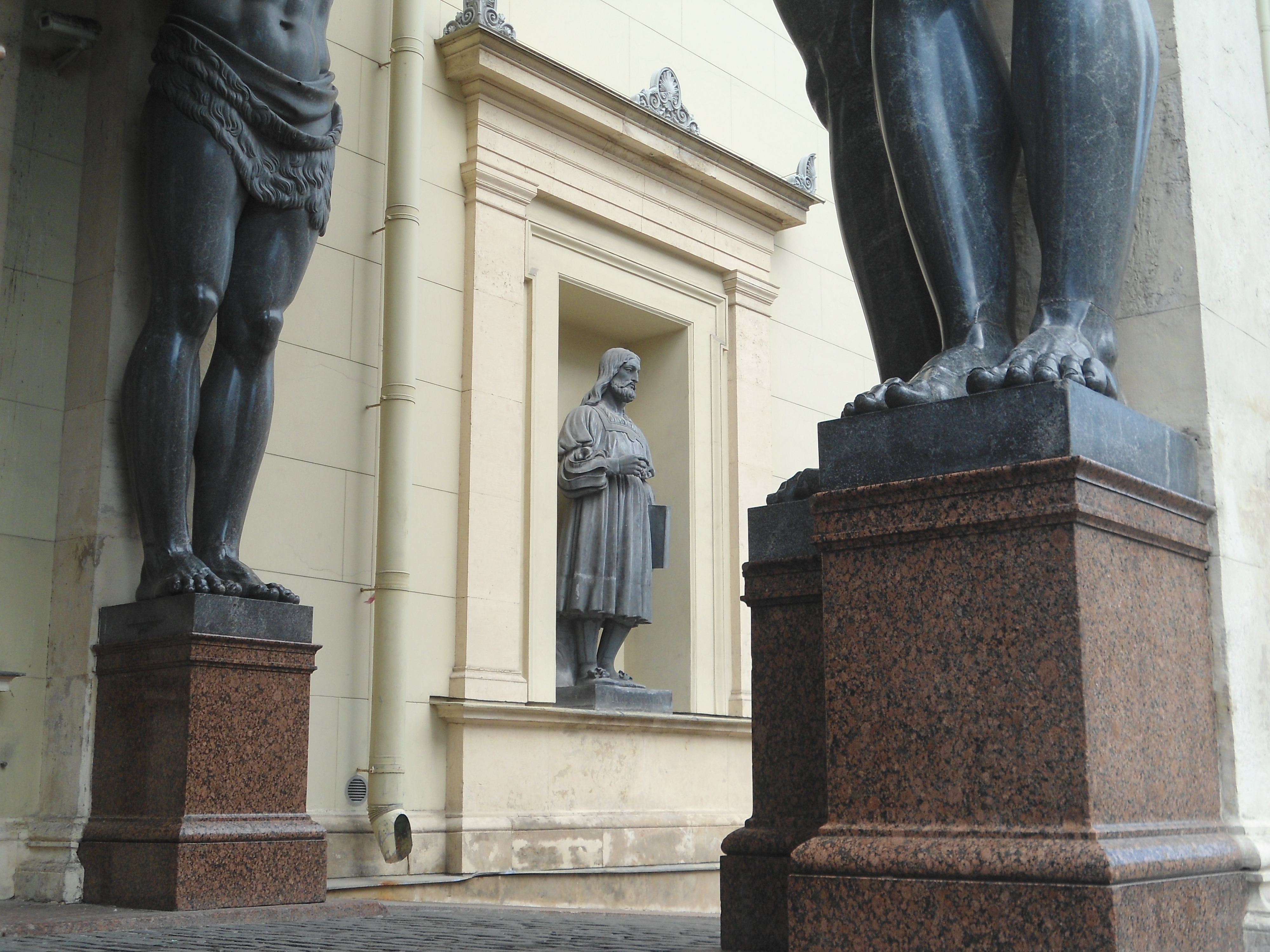
Статуи атлантов

Участвовал в создании постаментов памятнику баронету Якову Виллие (1859), памятнику Николаю I на Исаакиевской площади (1859) в Санкт-Петербурге. Работал при возведении Храма Христа Спасителя.
Скончался 27 мая 1875 года на 55 году жизни. Отпевание прошло в приходской церкви Св. Илии Обыденного, что на Остоженке против Храма Христа Спасителя. Похоронен на Ваганьковском кладбище.
Супруга — Аграфена Егоровна Балушкина. Их сын — Михаил Гаврилович Балушкин.